# 锣圩河
锣圩河，位于中国广西壮族自治区南宁市武鸣县西部，是武鸣河右岸支流，发源于武鸣县灵马镇青山村，东流经过苗圃水库后转东南流，经锣圩镇，至岜勋村水响屯汇入武鸣河。河长49千米，流域面积438平方千米。